# Wiktor Wernikos
Wiktor Wernikos Jørgensen (gr. Bίκτωρ Βερνίκος Γιούργκενσεν; ur. 23 października 2006 w Atenach) – grecki piosenkarz pochodzenia duńskiego. Reprezentant Grecji w 67. Konkursie Piosenki Eurowizji (2023).

## Życiorys
Jest synem Greczynki i Duńczyka. Naukę gry na fortepianie rozpoczął w wieku czterech lat, lekcje śpiewu w wieku ośmiu lat, a lekcje gry na gitarze w wieku dziesięciu lat. Już w wieku jedenastu lat zaczął pisać swoje pierwsze piosenki, a od 2021 roku nadzoruje również produkcję własnych utworów, uczęszczając na kursy technologii muzycznej. Wyraża się poprzez swoje piosenki w języku angielskim. W 2021 roku po raz pierwszy wydał piosenkę, którą napisał i wyprodukował w całości przez siebie. Bierze lekcje muzyczne od piosenkarki Niny Lotsari.
W styczniu 2023 grecki nadawca publiczny Ellinikí Radiofonía Tileórasi (ERT) ogłosił, że będzie reprezentować Grecję w 67. Konkursie Piosenki Eurowizji w Liverpoolu. Jego konkursowy utwór „What They Say” został zaprezentowany 12 marca poprzez platformę streamingową ERTFLIX. W wieku 16 lat został najmłodszym artystą, który reprezentował Grecję w Konkursie Piosenki Eurowizji. 11 maja podczas drugiego półfinału konkursu zajął 13. miejsce z dorobkiem 14 punktów, przez co nie zakwalifikował się do finału.

## Dyskografia

### Single
- 2020 – „Apart”
- 2021 – „Fake Club”
- 2021 – „Hope It's in Heaven”
- 2022 – „Youthful Eyes”
- 2022 – „Mean To”
- 2022 – „Out of This World”
- 2022 – „Brutally Honest with You”
- 2023 – „What They Say”
- 2023 – „The 968 Paradox”
- 2024 – „Fading”